# Marina Yurchenya
Marina Yurchenya, née le 9 novembre 1959 à Odessa, est une nageuse soviétique.

## Carrière
Marina Yurchenya participe aux Jeux olympiques de 1976 à Montréal et y remporte la médaille d'argent dans l'épreuve du 200 m brasse.

## Palmarès

### Championnats d'Europe
- Championnats d'Europe 1974 à Vienne (Autriche) :
  -  médaille de bronze du 200 m brasse